# Egilmar
Egilmar († 11. Mai 907) war Bischof von Osnabrück von 885 bis 907.
Egilmar erscheint unter der Regierung Arnulfs als Teilnehmer an mehreren Kirchenversammlungen, namentlich zu Mainz 888, Frankfurt 892 und Trebur 895. Das Münster in Osnabrück setzte er in besseren Stand. Am bekanntesten ist sein Name durch eine Klageschrift über den seiner Kirche gebührenden Zehnten, welche er gegen 890 an den Papst Stephan VI. richtete. Ein großer Teil dieser Einkünfte war nämlich zur Zeit des Kaisers Ludwigs des Frommen durch den Grafen Cobbo, Vogt des Hochstifts Osnabrück, an die beiden mit seiner Familie eng verbundenen Klöster Corvey und Herford übertragen und von König Arnulf und der Mainzer Synode bestätigt worden. Dieser erhebliche Einkommensverlust hatte das Bistum Osnabrück schwer geschädigt, und Egilmar war nicht bereit, die Entscheidung des Königs, der Synode sowie die eines Gerichtes von neun Bischöfen in dieser Angelegenheit anzuerkennen.  Da er sich auf den vierten Teil der seinem Stift ursprünglich zustehenden Einkünfte beschränkt sah, suchte er sein Recht durch den Papst wiederherstellen zu lassen. Dieser scheint sich zwar zu Egilmars Gunsten erklärt zu haben, eine besondere Wirkung aber zeigte dies nicht.  Vielmehr blieben Corvey und Herford im vollen Genuss der strittigen Zehnten, mit der Verpflichtung für den Unterhalt des Erzpriesters und Pfarrers in den betreffenden Sprengeln zu sorgen. Egilmar erhielt auf seine Klagen keine andere Genugtuung, als dass ihm außer der Immunität das Recht verliehen wurde, an keiner Heerfahrt teilnehmen zu müssen, es sei denn, die Dänen griffen sein Bistum an. Erst Heinrich IV. gab 1079 der Osnabrücker Kirche unter Benno die strittigen Zehnten zurück.